# 武田と哲也
武田と哲也（たけだとてつや）は、日本の男性ボーカルデュオ。Skoop On SomebodyのボーカルTAKEとゴスペラーズのリーダー村上てつやによるボーカルユニットである。所属レーベルはキューンミュージック。通称・愛称は「武哲（たけてつ）」。

## メンバー
- TAKE（武田雅治）（たけだ まさはる、1969年8月13日）
- 村上てつや（村上哲也）（むらかみ てつや、1971年4月24日）

## 来歴
名前を繋げると「武田哲也」（武田鉄矢の漢字違い）となることから、SOUL POWER SUMMITなどで交流を深めていた鈴木雅之が「お前ら、面白そうだから”武田と哲也”をやれ」と言ったことがきっかけで結成。
鈴木雅之とゴスペラーズ・黒沢薫のユニットであるエナメル・ブラザーズのシングル「She's My Girl」のカップリング収録でCDデビュー。
その後「いろいろ問題がある」との理由から、ユニット名を「武田哲也」から「武田と哲也」に改め、OTODAMA SEA STUDIOへの出演を期に、さらには『SOUL POWER presents シルクの似合う夜』としてツアーを開催。福岡・広島・札幌と約2500人を集める。
以後、お互いのグループのスケジュールの合間をぬってライブを行い、現在はミニ・アルバムも発売。また、SOUL POWER SUMMITでは少ない尺で登場することもある。
結成10年目にして初の単独名義によるCDデビュー（2016年10月5日）が決まった。

## 特徴
- 当初はダンス☆マンによる詞の加筆の「母に捧げるバラード」から始まった、半ば遊びのユニットだったが、元来親交も深く音楽趣味も似ている2人は次第に本気となり、現在もおふざけを交えつつも、歌は本気で行う大人の本気のお遊びユニットである。
- 178cmという長身と日本人離れした2人によるユニットは、ライブで大好評を博し、新譜の発売や地方公演を望む声が根強くある。
- ユニット結成のきっかけとなった鈴木雅之はノリで結成を促す発言をしたため、2人がここまで本気で行うとは思っていなかったらしい。

## ディスコグラフィー

### シングル
|     | 発売日        | タイトル      | 規格品番  | 備考                                                                            |
| --- | ------------- | ------------- | --------- | ------------------------------------------------------------------------------- |
| 1st | 2007年7月11日 | She's My Girl | KSCL-1146 | エナメル・ブラザーズのシングル。 M-3「母に捧げるバラード」に参加。 オリコン14位 |

### 配信限定シングル
|     | 発売日        | タイトル                  | 備考 |
| --- | ------------- | ------------------------- | ---- |
| 1st | 2019年7月10日 | 愛をさがして feat. G.RINA |      |

### アルバム
|     | 発売日         | タイトル         | 規格品番                                  | 備考                        |
| --- | -------------- | ---------------- | ----------------------------------------- | --------------------------- |
| 1st | 2016年10月5日  | LOVE TRACKS      | KSCL-2784:初回生産限定盤 KSCL-2786:通常盤 | ミニアルバム。 オリコン19位 |
| 2nd | 2021年10月27日 | Love On Delivery | SWCL 1-2:初回生産限定盤 SWCL 3:通常盤     | オリコン40位                |

### アナログ盤
|     | 発売日        | タイトル                               | 規格品番               | 備考 |
| --- | ------------- | -------------------------------------- | ---------------------- | ---- |
| 1st | 2021年1月27日 | 愛をさがして feat. G.RINA / LOVE SOUND | MHKL-42:完全生産限定盤 |      |

## 出演

### テレビ
- プレミアMelodiX!（2016年10月3日、テレビ東京）